# Traité de Paris (1763)
Pour les articles homonymes, voir Traité de Paris.
 Voir le traité sur Wikisource

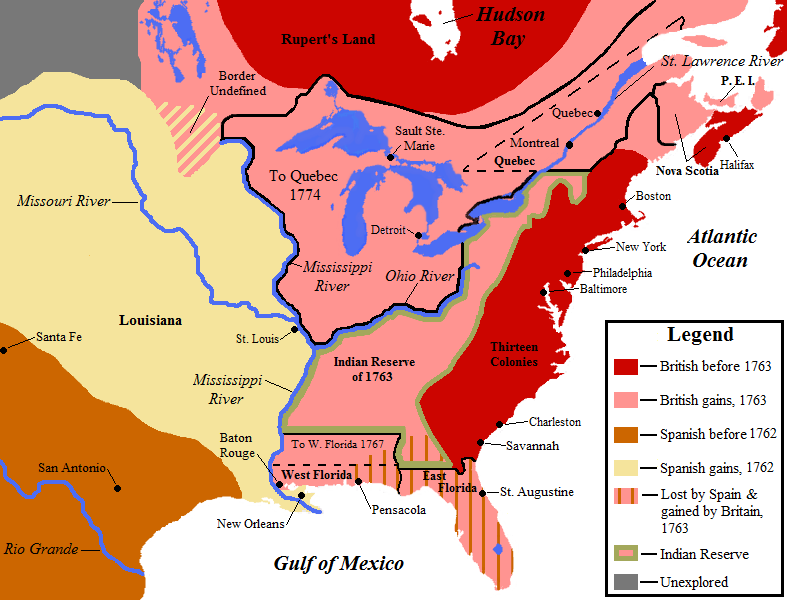
Les changements territoriaux en Amérique du Nord conséquemment au traité de paix.

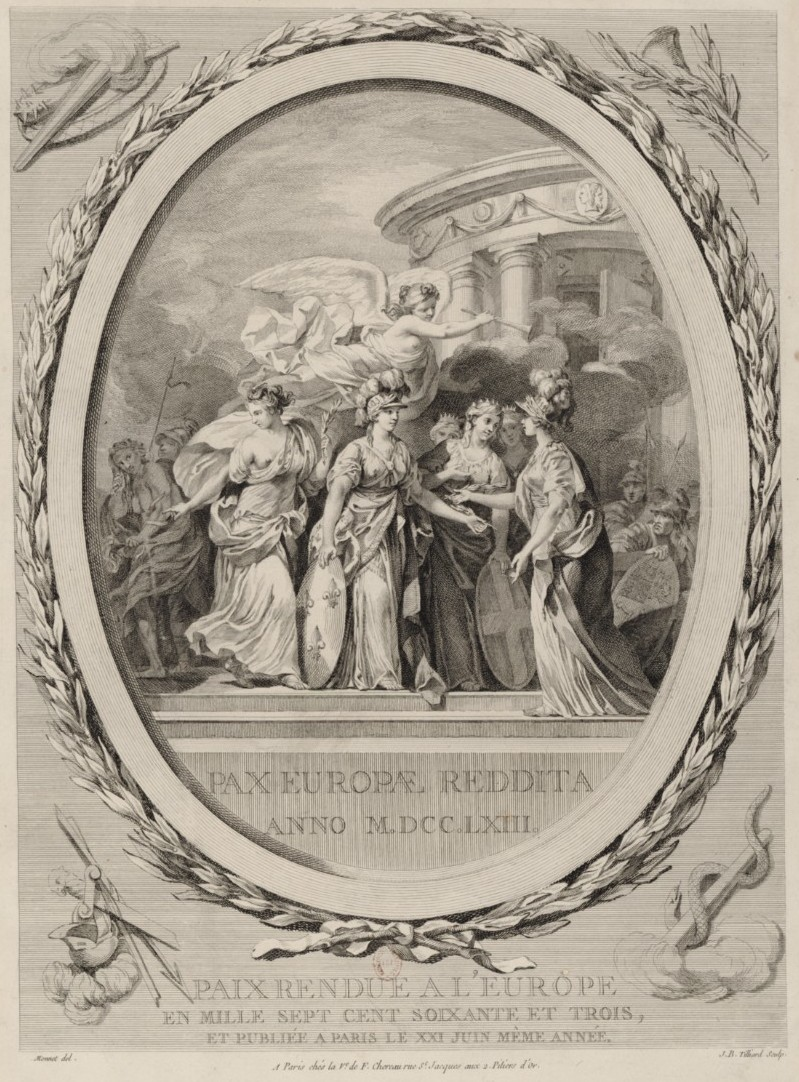
Estampe française allégorique représentant le traité de Paris en 1763.

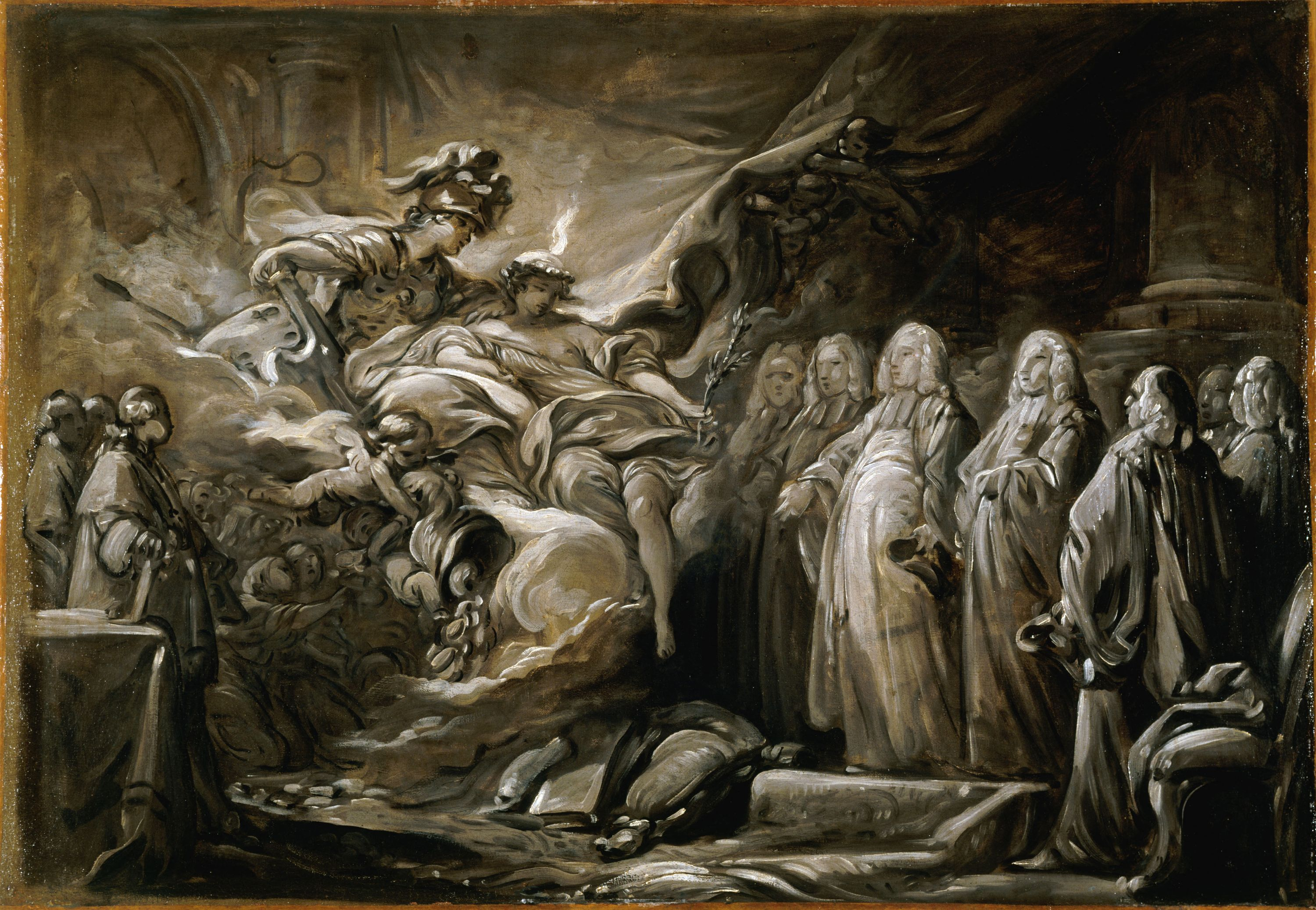
Jean-Baptiste Deshays.- Le Prévôt des marchands et les Échevins de la Ville de Paris, allégorie au traité de Paris du 10 février 1763

Le traité de Paris de 1763 est un traité de paix signé le 10 février 1763 entre les royaumes de France et d’Espagne d’un côté et la Grande-Bretagne et du Portugal de l’autre. Il met fin à leur engagement dans la guerre de Sept Ans (1756-1763). Les préliminaires de ce traité furent négociés à Fontainebleau et ratifiés le 3 novembre 1762.
Ce traité, conjugué à celui d'Hubertsbourg entre l'Empire autrichien et le royaume de Prusse, met fin à ce que Winston Churchill nommera la première des guerres mondiales. Il est un des traités les plus importants de l'histoire européenne, voyant la France céder définitivement son statut de plus grande puissance mondiale, au profit de la Grande-Bretagne qui le conservera jusqu'à la Seconde Guerre mondiale. L'Empire britannique prend une position dominante en Inde, ainsi qu'en Amérique du Nord avec l'annexion de la Nouvelle-France tandis que le transfert de la Louisiane à l'Espagne confirme l'expulsion de la France du continent. La situation nouvelle ainsi créée jettera les fondations des révolutions américaines puis françaises.  

## Contexte
Tout au long des XVIe, XVIIe et XVIIIe siècles, les grandes puissances européennes, principalement Espagne, Portugal, Hollande, France et Angleterre, se livrent une compétition économique, territoriale et coloniale. Les nombreuses guerres qui éclatent en Europe se transportent logiquement dans les colonies des pays engagés, pavant la voie aux nombreuses guerres intercoloniales qui ensanglanteront le reste du monde. La Guerre de Sept Ans, le plus grand de ces conflits s’en démarque néanmoins, car elle commence dans les colonies pour s’étendre à l’Europe. Les combats éclatent en 1754 en Amérique du Nord avec l’affaire Jumonville et se prolongeront après la paix avec la rébellion de Pontiac.
Si la France et ses alliés concentrent leurs efforts principalement sur le continent européen, la Grande-Bretagne se contente de soutenir son allié, la Prusse, et peut ainsi concentrer ses efforts dans les colonies. En Europe, Français, Russes et Autrichiens affrontent les Prussiens soutenus par les Britanniques au Hanovre et en Silésie. Les prouesses militaires du roi de Prusse, Frédéric le Grand, évitent de justesse l'effondrement de son royaume, envahi par les forces supérieures en nombre de ses ennemis. En Amérique du Nord, Français et Britanniques se disputent la possession de la vallée de l'Ohio, de l'Acadie ainsi que du Canada. Surnommé « guerre contre les Français et les Indiens » (French and Indian War) dans l'historiographie anglophone, le conflit en Amérique septentrionale mobilise en nombre jamais vu les tribus autochtones intégrées aux systèmes d'alliance européens. Si les Iroquois et les Mohicans notamment rejoignent le camp britannique, la vaste majorité, des nations autochtones impliquées prennent les armes aux côtés des Français au nom d'Onontio. En Amérique du Sud, l'Espagne, alliée de la France, dispute la colonie brésilienne du Sacramento au Portugal, allié à l'Angleterre. En Inde, France et Angleterre se font la guerre par compagnies de commerce interposées  Compagnie française des Indes orientales contre British East India Compagny soutenue par l'État portugais des Indes. Les mercenaires des deux organisations s'affrontent, renforcés par les contingents fournis par leurs alliés locaux. Tant en Inde qu'en Amérique, la faiblesse de la marine française empêche les généraux français d'exploiter leurs victoires sur le terrain et malgré une longue résistance, les points d'appui français tombent les uns après les autres : Québec en 1759, Montréal en 1760 et Pondicherry en 1761.

## Le Grand Débat
Les belligérants sont entrés en guerre avec des objectifs bien précis. Or, non seulement les Britanniques et les Prussiens ont-ils atteint les leurs, soit annexer les colonies françaises et conserver la Silésie et le Hanovre, mais les Russes sont sortis de la guerre et les Franco-Autrichiens constatent que leurs objectifs (tenir les colonies, prendre le Hanovre et la Silésie) sont hors de la portée de leurs pays épuisés par des années de défaites. La paix est désormais la seule option possible. II apparaît rapidement que la Grande-Bretagne devra rendre certaines de ses conquêtes afin de récupérer ses bases occupées par la France, notamment Minorque. Le choix se résumera rapidement entre le Canada et la Guadeloupe.
Prélude à l'éventuelle indépendance américaine, les colons et les métropolitains anglais ne partagent pas les mêmes points de vue sur la suite des choses. Pour les habitants de la Nouvelle-Angleterre, notamment Benjamin Franklin, il est impensable que le Canada demeure français et puisse ainsi continuer à nuire au développement de leurs colonies. Vue de Londres, la crainte est plutôt que, désormais libérées de la menace française, les colonies n'en viennent à se dire qu'elles n'ont plus besoin de la protection de l'Empire britannique et ne cherchent à s'en séparer. Pour ces derniers, la rentabilité du sucre de la Guadeloupe peut justifier qu'on y sacrifie le rêve d'une Amérique entièrement anglaise. D'autant plus que, privée de sa capacité de croissance et limitée à la vallée du Saint-Laurent, la colonie française du Canada serait neutralisée et appauvrie. Plusieurs voient également avec envie un possible monopole britannique sur la fourrure qui permettrait bien des enrichissements personnels. À Versailles, Louis XV et son ministre responsable des négociations, Choiseul, pensent déjà à la reconstruction et à la revanche et misent déjà sur une éventuelle guerre d'indépendance des colonies.
Le souvenir de ce débat qui fut très divisé sur les deux rives de la Manche est en grande partie occulté par le rôle de Voltaire. Grand admirateur du modèle anglais et contempteur de la monarchie française, il critiqua sans cesse l'aventure coloniale de la Nouvelle-France, ce « petit terrain litigieux vers le Canada ». Ses écrits immortalisèrent son mépris des terres perdues en les comparant à « quelques arpents de neige » et en affirmant que « la France peut être heureuse sans Québec ».
Au Canada même, la population s'attend à se voir rendue à la France. Néanmoins, les élites sont plus circonspectes. Cet échange entre Malartic, officier français et Murray, général anglais, en fait foi : 

« - Croyez-vous que nous vous rendions le Canada ?
- Je ne suis pas assez versé dans la politique pour voir les choses de si loin.
- Si nous sommes sages, nous ne le garderons pas. Il faut que la Nouvelle-Angleterre ait un frein à ronger et nous lui en donnerons un qui l'occupera en ne gardant pas ce pays-ci. »

## Conditions
Aux termes de ce traité, en Europe :
- la France restitue Minorque, qu’elle avait prise le 29 juin 1756 ;
- elle évacue les territoires des alliés de la Grande-Bretagne en Allemagne et les territoires du Hanovre, propriété personnelle du roi de Grande-Bretagne ;
- la Grande-Bretagne rend Belle-Île à la France, prise en 1761.

En Amérique :
- La Grande-Bretagne obtient de la France l'île Royale, l'Isle Saint-Jean, l'Acadie, et le Canada, y compris le bassin des Grands Lacs et la rive gauche (est) du Mississippi. La France abandonne également certaines îles des Antilles (Saint-Vincent, la Dominique, Grenade et Tobago) ;
- conformément à la capitulation conditionnelle de 1760, la Grande-Bretagne garantit une liberté de religion limitée aux Canadiens ; ainsi que le droit de quitter la colonie sous 18 mois si leurs biens sont vendus à des sujets britanniques. Ces mêmes protections ne seront pas accordées aux Acadiens rescapés du nettoyage ethnique de 1755.
- L'Espagne reçoit l'ouest du Mississippi, soit la Louisiane (Nouvelle-France), le delta et La Nouvelle-Orléans[9],[10] ;
- l'Espagne cède la Floride à la Grande-Bretagne ;
- la France conserve des droits de pêche à Terre-Neuve et dans le golfe du Saint-Laurent ;
- en retour, elle acquiert Saint-Pierre-et-Miquelon et recouvre la plupart de ses îles à sucre (Martinique, Guadeloupe et surtout Saint-Domingue).
- À noter que les Amérindiens sont totalement absents du traité. Pontiac invoquera notamment cette réalité pour justifier sa rébellion.

Dans le reste du monde :
- La France cède son empire des Indes aux Britanniques, ne conservant que ses cinq comptoirs de Pondichéry, Kârikâl, Mahé, Yanaon et Chandernagor. En Afrique, elle est autorisée à garder son poste de traite des esclaves sur l'île de Gorée (Sénégal) mais elle cède Saint-Louis du Sénégal.

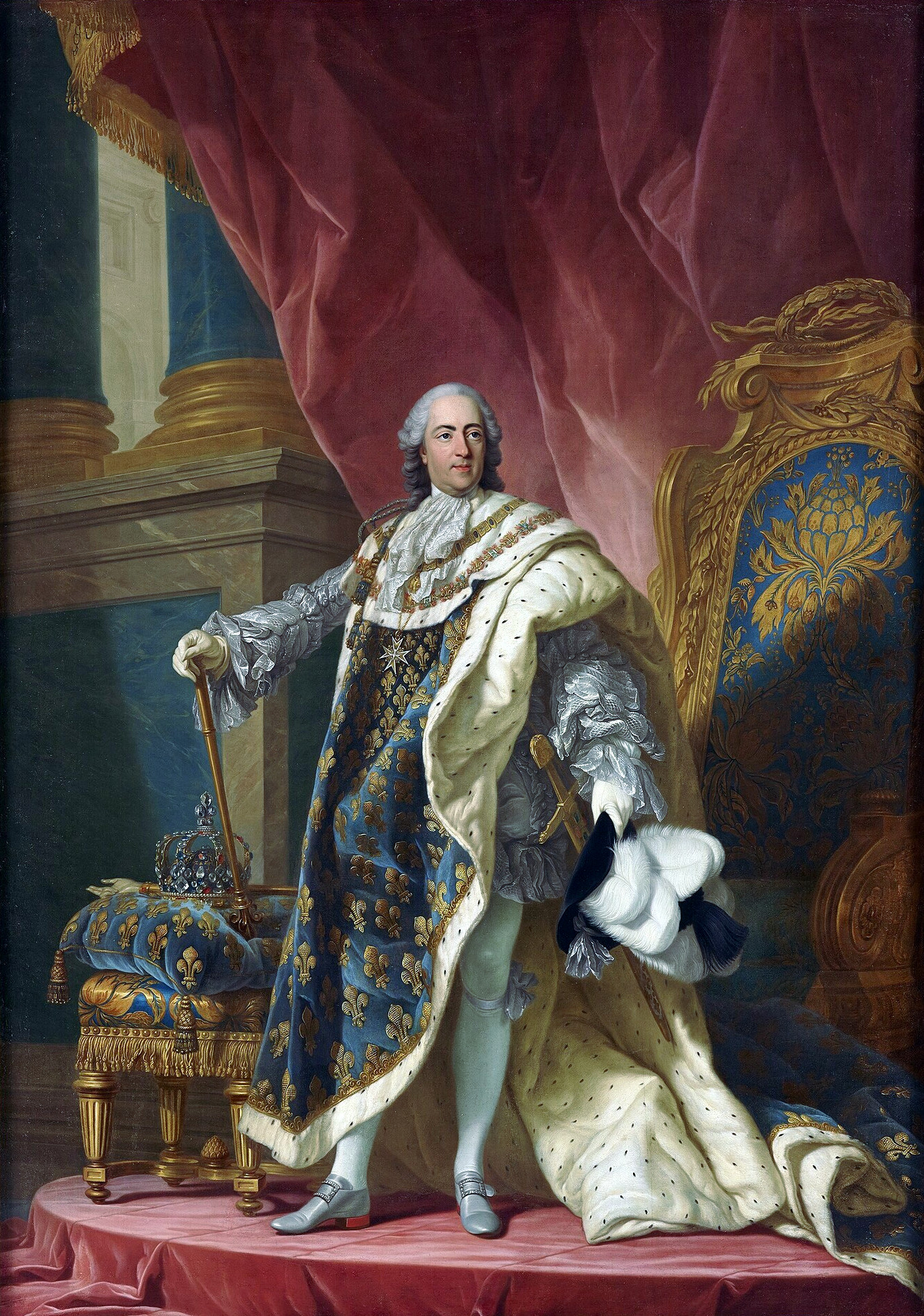
Louis XV.

## Bilan
Le traité propulse la Grande-Bretagne au rang de première puissance mondiale, mais, paradoxalement, est vu comme un succès diplomatique français. En effet, face à une situation désespérée, Versailles parvient à négocier des conditions qui lui permettront de relever la France. Les réjouissances en France démontrent d’ailleurs que le peuple en a conscience à l’époque. Néanmoins, plusieurs parlent également d’une « paix humiliante qui vient de terminer une guerre honteuse.
- En conservant Saint-Pierre-et-Miquelon et des droits de pêche à Terre-Neuve, Choiseul sauve le principal vivier de marins français. Sans l'expérience maritime de ces pêcheurs, il deviendrait impossible pour la France de trouver suffisamment de matelots expérimentés pour servir efficacement sur ses navires en temps de guerre et espérer vaincre un jour la Grande-Bretagne[12].
- En conservant des comptoirs en Inde, en Afrique et en Amérique, la France peut continuer à profiter du commerce international
- La Grande-Bretagne étant désormais plus menaçante que la France, il sera plus facile à celle-ci de trouver des alliés pour reprendre un jour le combat.
- La rupture entre les colonies et la métropole étant vue comme inévitable maintenant que la menace française n'existait plus, la Grande-Bretagne s'exposait à éventuellement perdre son empire et sa puissance sans que la France ait à tirer un seul coup de canon. « Nous les tenons », s'est même exclamé Choiseul.

Néanmoins, Londres fête également cette paix qui lui donne le contrôle des mers et du commerce pour deux siècles et assure de sa langue et de sa culture la domination qu'on leur connaît encore aujourd'hui.
Les conséquences du traité de Paris sont encore aujourd'hui ressenties au Québec, État successeur de la Nouvelle-France. Les Québécois sont les descendants des survivants de la Conquête de 1760 et perpétuent encore aujourd'hui leur langue et leur culture. Comme le disait l'historien Maurice Séguin, le développement normal de la société québécoise a été interrompu brutalement par l'annexion de la Nouvelle-France et les Québécois en paient encore aujourd'hui le prix.
Les nations amérindiennes impliquées, dont l'immense majorité combattait aux côtés de leurs alliés français et canadiens, réagirent très fortement à cette paix pour laquelle ils n'avaient pas été consultés. Le gouverneur de la Louisiane, le chevalier de Kerlérec, écrira que les alliés amérindiens de la France : « qui ont sacrifié leur vie et leur tranquillité pour le service des Français… disent hautement qu'ils ne sont point encore tous morts, que le Français n'est point en droit de donner leurs terres et qu'enfin, ils savent ce qu'il leur reste à faire quand il sera question de cette cession ».

#### Ouvrages
- Edmond Dziembowski, La guerre de Sept Ans, Éditions Perrin, 2015, 670 pages.
- Guy Frégault, , Québec, Fides, 2009, 514 p.  (ISBN 978-2-7621-2989-2),
- Pierre Graveline (dir), Dix journées qui ont fait le Québec, Montréal, Typo, 2020, 406 pages.
- Gilles Havard et Cécile Vidal, Histoire de l'Amérique française, Paris, Flammarion, 2003, 560 p.
- Jean Meyer et al., Histoire de la France coloniale: des origines à 1914, t. 1, Paris, Armand-Colin, 2016, 848 p.
- Denis Vaugeois, 10 février 1763, Le traité de Paris, VLB éditeur, 2013